# Inna (Sängerin)

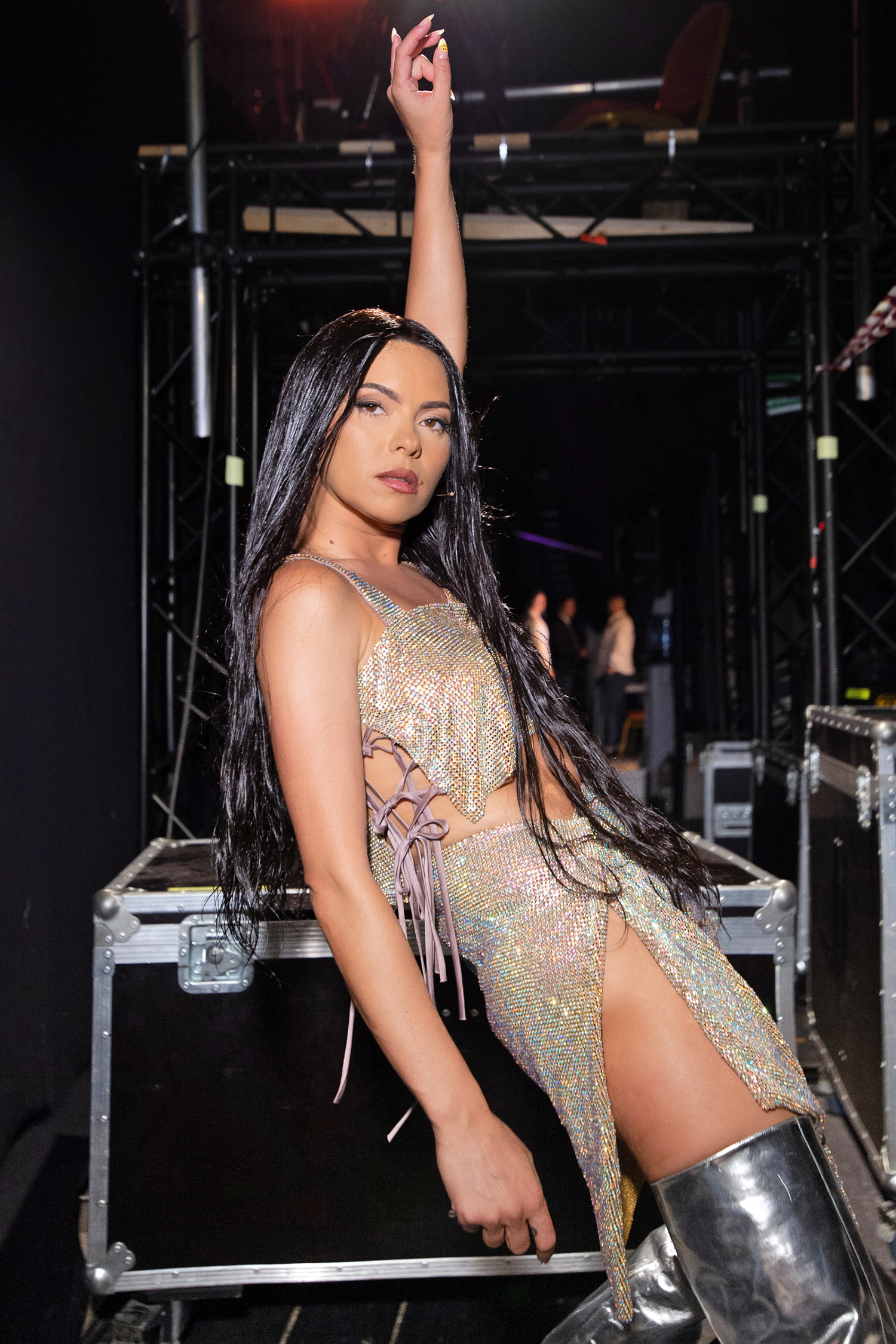
Inna (2021)

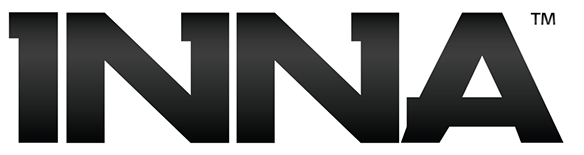
Innas Logo

Inna (* 16. Oktober 1986 in Mangalia; bürgerlich Elena Alexandra Apostoleanu) ist eine rumänische Sängerin. Ihre Musik hat Stilelemente von Elektropop, Dance-Pop und House.

## Karriere
Inna wuchs im Schwarzmeer-Küstenort Neptun auf. Im benachbarten Mangalia besuchte sie das Wirtschaftsgymnasium. Nach Abschluss begann sie ein Studium der Politikwissenschaften an der Universität der Kreishauptstadt Constanța, bevor sie 2008 ihre musikalische Karriere aufnahm. In ihrer Jugend nahm Inna Gesangsunterricht. Im Februar 2011 übertraf sie als erste europäische Sängerin mit ihren YouTube-Videos den Rekord von über 1 Milliarde Aufrufen.

### Hot(2008–2011)

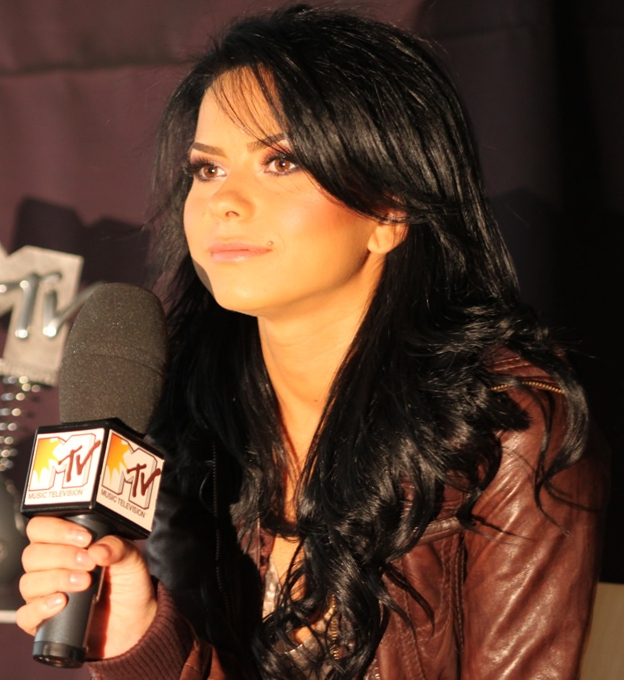
Inna bei einem Interview für MTV Europe (2009)

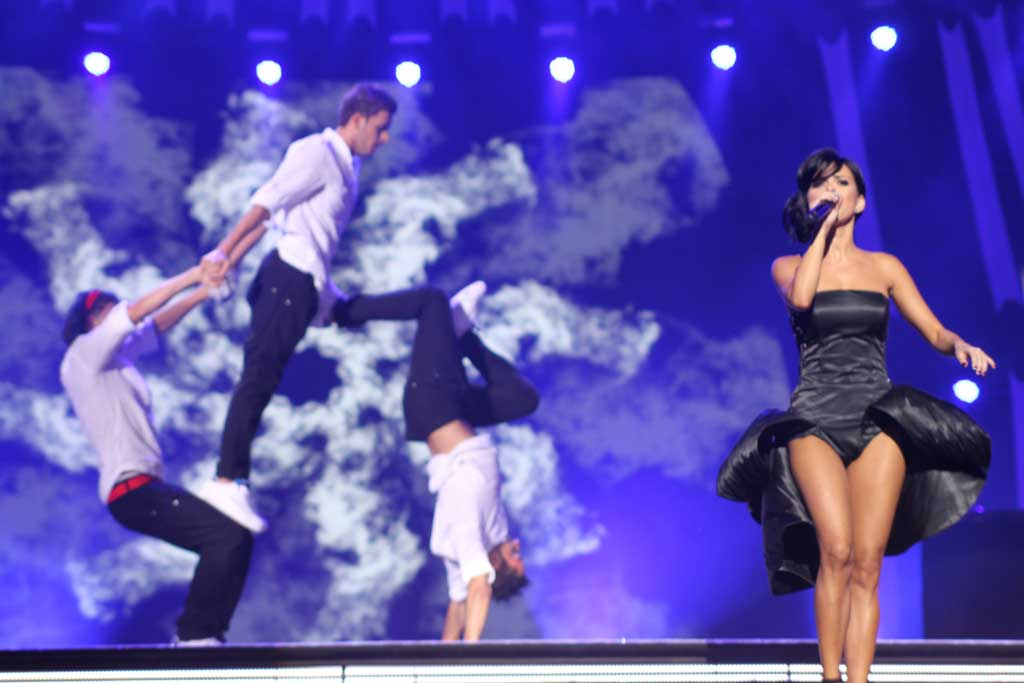
Inna beim Sopot Festival in Polen (2009)

Ende 2008 erschien Innas erste Single Hot, die Platz eins der in ihrer Heimat zum damaligen Zeitpunkt offiziell publizierten Romanian Top 100 erreichte. Doch auch über die Grenzen Rumäniens hinaus wurde der Song ein Clubhit, vor allem in den südosteuropäischen Ländern. In Spanien erreichte Hot im Juli 2009 Platz 1 der spanischen Charts. Währenddessen landete Inna in Rumänien weitere Top-10-Platzierungen mit den Singles Love und Déjà Vu. Bei den MTV Europe Music Awards 2009 in Berlin wurde sie als bester rumänischer Act ausgezeichnet.
Anfang 2010 chartete Innas Debütsingle Hot in Großbritannien, Frankreich, Deutschland und den USA. Gleichzeitig hatte Inna mit Amazing ihren nächsten Erfolg in Rumänien, der als zweite Single nach Hot Platz 1 der Romanian Top 100 belegte. In Frankreich schaffte im September 2010 mit Déjà Vu die dritte Single in Folge den Einstieg in die Top 10. Nach Hot und Amazing erreichte Déjà Vu Platz sechs. In Großbritannien gelangte der Song nur auf Platz 60.
Bei den regionalen Wahlen im Vorfeld der MTV Europe Music Awards 2010 wurde Inna zum zweiten Mal in Folge als bester rumänischer Act gewählt. Parallel dazu entwickelte sich Sun Is Up in ihrer Heimat zu einem großen Radioerfolg und kletterte bis auf Platz zwei der Romanian Top 100. Es ist Innas fünfter Top-10-Hit innerhalb von zwei Jahren und der sechste, der die Top 20 erreichte.
Der in Rumänien Anfang 2010 veröffentlichte Song 10 Minutes erreichte in Frankreich im Dezember 2010 als vierte Single in Folge auf Anhieb die Top Ten der Charts. Zudem erhielt Inna eine Nominierung bei den französischen NRJ Music Awards als beste ausländische Neuentdeckung des Jahres. Sun Is Up avancierte zu Innas erfolgreichstem internationalem Hit. In der Schweiz und in Deutschland erreichte der Song in den Charts Platz drei bzw. Platz 26 und war damit jeweils so hoch platziert wie keine andere Single der Sängerin zuvor. Am 6. März 2011 erreichte Sun Is Up auch in Frankreich Platz zwei der Charts. Während der Song in anderen Ländern als erste Auskopplung aus einem neuen Album angekündigt wurde, wurde er in Großbritannien im Vorfeld des dort im Juni 2011 erschienene Debütalbum Hot veröffentlicht und erschien am 1. Mai 2011 als fünfte Single-Auskopplung.

### I Am The Club Rocker(2011–2012)

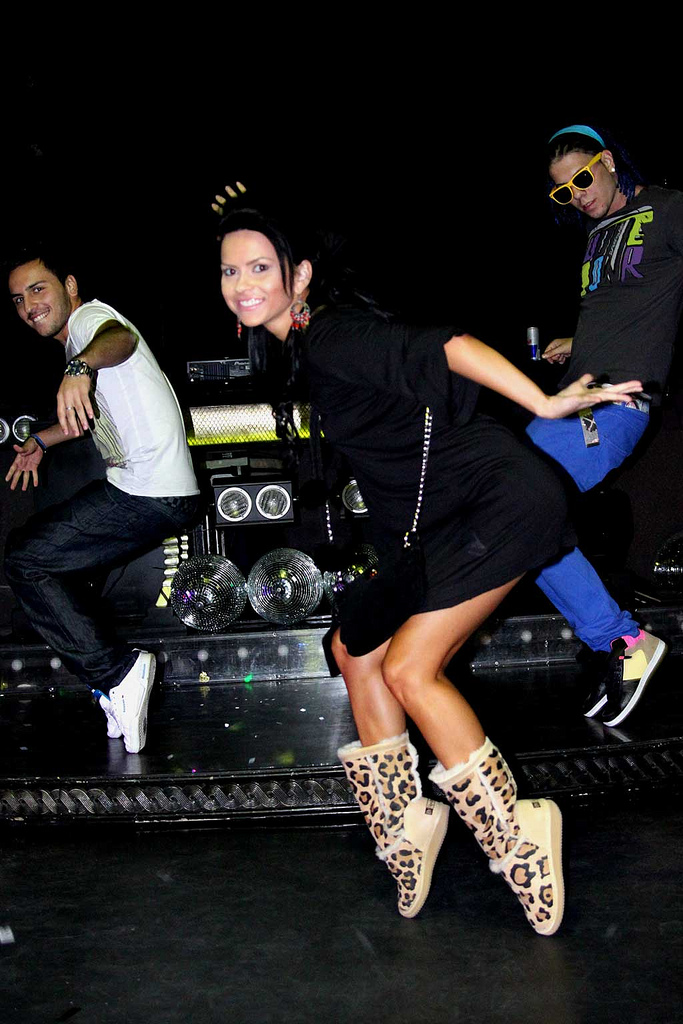
Inna bei einem Sound-Check in Moskau (2009)

Anlässlich der anstehenden Veröffentlichung des angekündigten zweiten Albums I Am the Club Rocker richtete Inna im April 2011 eine offizielle Webseite ein, auf der auch das CD-Cover zu sehen war und eine neue Single mit dem Titel Club Rocker angekündigt wurde. Am 30. Mai 2011 wurde der Song veröffentlicht. Am 20. Juni 2011 präsentierte Inna auf ihrer Webseite einen Remix des Songs, bei dem US-Rapper Flo Rida als Gastsänger mitwirkte. Zunächst nur als Promo-Single in Spanien veröffentlicht, erschien Un Momento, eine Zusammenarbeit mit dem spanischen DJ Juan Magán, im Juli 2011 offiziell als dritte Kopplung nach Sun Is Up und Club Rocker.
Mit Endless veröffentlichte Inna am 25. November 2011 eine vierte Single aus dem Album. Die gleichzeitige Veröffentlichung des Musikvideos ging einher mit einer Anti-Gewalt-Kampagne, bei der die Sängerin auf Gewalt gegen Frauen in Ehe oder Beziehung aufmerksam machte. Der Song erreichte in Rumänien mit Platz 5 die beste Chartplatzierung eines Inna-Songs seit Sun Is Up.
Im Januar 2012 konnte sich Innas Single Club Rocker im deutschsprachigen Raum in den Charts platzieren. Ebenfalls im Januar veröffentlichte Inna eine Coverversion des Michel-Teló-Liedes Ai Se Eu Te Pego!.
Mit WOW erschien im April 2012 die fünfte und letzte Single aus dem Album I Am The Club Rocker, die Platz 10 der România Airplay 100 erreichte.

### Party Never Ends(2012–2014)

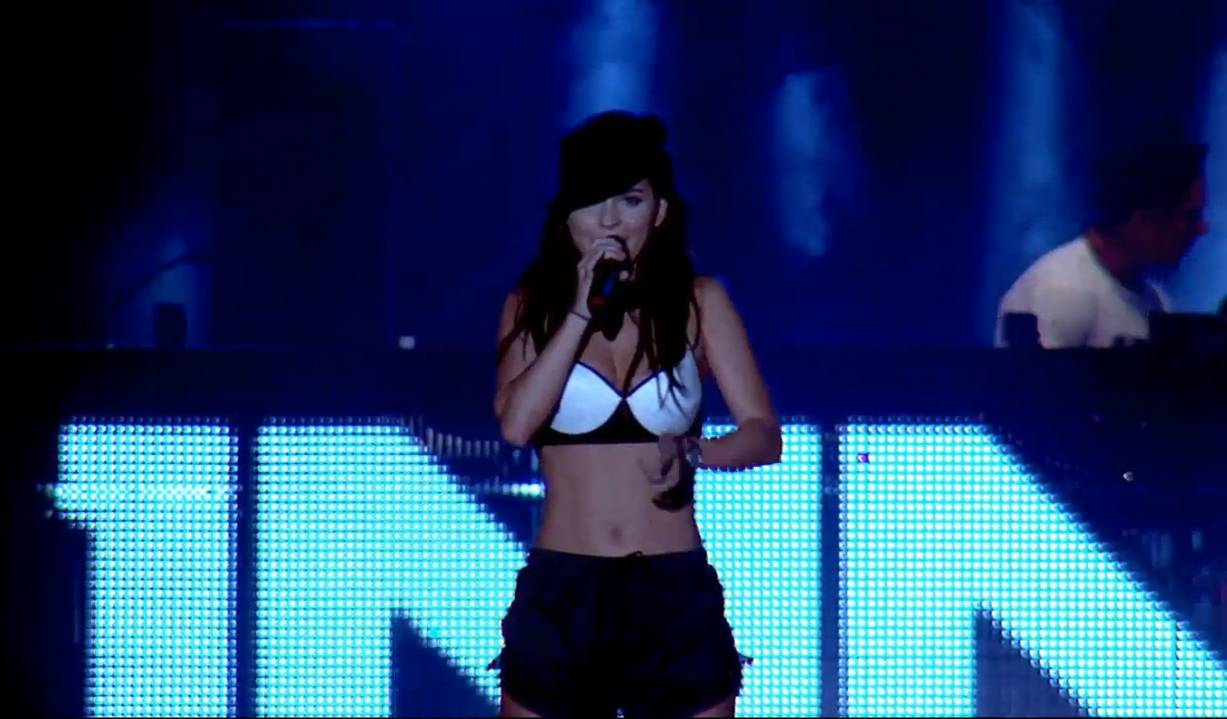
Inna während des Barbarella 2013 Festivals in der Dominikanischen Republik

Im Februar 2012 präsentierte Inna mit Caliente ihren ersten selbst geschriebenen und von Play & Win produzierten Song auf ihrem YouTube-Account. Wie bereits bei Un Momento sang Inna auch bei Caliente in englischer und spanischer Sprache. Am 4. Mai 2012 wurde Caliente als offizielle Radio-Version auf iTunes zum Download angeboten und am 14. Mai 2012 das Musikvideo veröffentlicht. Die Single erreichte jedoch lediglich Platz 84 der România Airplay 100.
Bereits am 29. Mai 2012 versendete Innas Plattenfirma Roton Records mit Tu şi eu eine nächste potentielle Single an die rumänischen Radiostationen, die dem Song dank massiver Airplay-Einsätzen am 17. Juni 2012 einen Einstieg in die România Airplay 100 ermöglichten. Nachdem Anfang August 2012 das Musikvideo zur Single veröffentlicht worden war, kletterte Tu şi eu bis auf Platz 5 der România Airplay 100 und machte Inna mit acht Top-10-Hits seit ihrem Karrierestart zur erfolgreichsten rumänischen Künstlerin. Am 5. August 2012 debütierte INNdiA, eine Kollaboration mit ihrem Produzenten-Team Play & Win, auf Platz 93 der România Airplay 100. Noch ohne Musikvideo, aber mit steigendem Radioeinsatz kletterte der Song bis auf Platz 66. Nach der Veröffentlichung des Videos erreichte der Song Anfang Januar 2013 schließlich Platz 10 und wurde ihr neunter Top-10-Song.
Ebenfalls im Januar 2013 wurde die Single More Than Friends zusammen mit dem begleitenden Musikvideo als Vorgeschmack auf das dritte Studioalbum veröffentlicht. Die Kollaboration mit dem puerto-ricanischen Rapper Daddy Yankee erreichte in den România Airplay 100 allerdings nur Platz 20. Als erfolgreicher erwies sich der Song P.O.H.U.I. des moldauischen Musikprojekts Carla’s Dreams, auf dem Inna als Gastsängerin mitwirkte; mit Platz 3 in den rumänischen Charts erreichte P.O.H.U.I. für Inna die höchste Chartplatzierung seit Sun Is Up.
Innas drittes Album Party Never Ends erschien weltweit am 4. März 2013 und beinhaltete auch die zuvor veröffentlichten Songs Caliente, Crazy Sexy Wild bzw. Tu şi eu und INNdiA. Während nach More Than Friends als nächste internationale Singleauskopplung Be My Lover ausgewählt wurde und parallel dazu Dame Tú Amor speziell in Mexico erschien, veröffentlichte Inna in ihrer Heimat die Promo-Single Spre mare, die erst später neben P.O.H.U.I. auf der rumänischen Deluxe-Edition des Albums erschien und sich auf Platz 19 der România Airplay 100 platzieren konnte.
Als letzte Kopplung aus dem Album veröffentlichte die Sängerin am 16. Oktober 2013 den Song In Your Eyes. Für die Single-Version und dessen Video konnte Inna den puerto-ricanischen Reggaeton-Rapper Yandel als Gastmusiker gewinnen. Der Song erreichte in Rumänien Platz 44 und in Spanien Platz 31 der jeweiligen Single-Charts.

### Summer DaysundINNA(2014–2016)

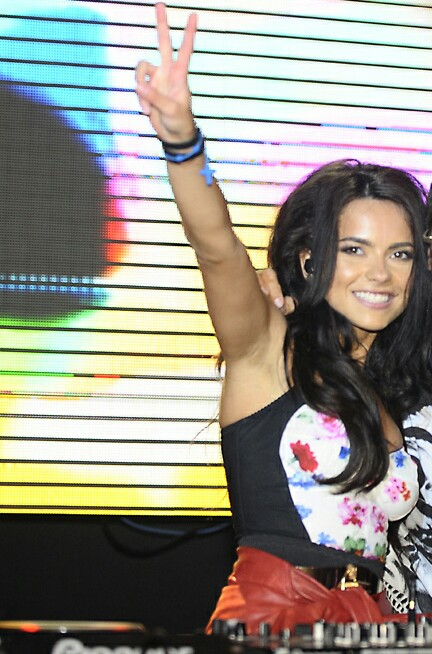
Inna live (2012)

Am 14. April 2014 veröffentlichte Inna mit Cola Song einen ersten Song aus ihrem vierten Studio-Album, welches für das Jahr 2015 geplant wurde. Auf der Single arbeitete sie mit dem kolumbianischen Reggaeton-Sänger J Balvin (Tranquila) zusammen, der auch im dazugehörigen Musikvideo erschien. Für Cola Song sampelte Inna das Saxophon-Instrumental aus dem Song Piñata 2014 von Andreas Schuller, zu dem sie Ende 2013 selbst den Gesang beisteuerte. Auch von Schuller selbst mitproduziert, ist Cola Song Innas erste Single, die die Spitze der rumänischen iTunes-Charts erreichte, seit der Store Ende September 2011 dort eröffnet wurde. Parallel zum Cola Song veröffentlichte der rumänische Rapper Puya seine neue Single Strigă!, auf der Inna wiederum als Gastmusikerin mitwirkte. Beide Songs schafften im Mai 2014 den Sprung in die România Airplay 100 und erreichten dort Platz 2 (Strigă!) bzw. Platz 34 (Cola Song). Strigă! war in Rumänien damit zu diesem Zeitpunkt die erfolgreichste Single der Sängerin nach Amazing. Cola Song andererseits ist der erste Song seit Club Rocker, der sich auch in wichtige europäische Hitlisten platzieren konnte. So erreichte es Platz 77 in Deutschland und Platz 36 in der Schweiz. In Spanien ist es mit Platz 8 der dritterfolgreichste Song der Sängerin.
Mit Good Time veröffentlichte Inna am 2. Juli 2014 weltweit die nächste Single aus dem geplanten neuen Studio-Album. Als Gastkünstler für den Song konnte sie den amerikanischen Rapper Pitbull gewinnen. In den România Airplay 100 war Platz 67 die Höchstplatzierung.
Noch vor Veröffentlichung des offiziellen vierten Studio-Albums kündigte Inna das Erscheinen ihrer ersten EP Summer Days an. Am 18. August 2014 listete Inna auf ihrer Facebook-Seite und ihrem Twitter-Account die geplanten Veröffentlichungsdaten der EP-Songs Take Me Higher (25. August), Low (1. September), Devil’s Paradise (8. September) und Body And The Sun (15. September). Mit Tell Me erschien am 15. September 2014 jedoch zunächst ein weiterer neuer Song der EP, während die Veröffentlichung von Body And The Sun auf den 22. September verschoben wurde. Mit Summer Days erschien am 29. September 2014 schließlich auch der Titeltrack und sechste Song. Offiziell veröffentlicht wurden die Songs allerdings doch nicht auf einer EP, sondern nur in Russland auf einem 16 Titel umfassendem Album Summer Days, das auch die bereits veröffentlichten Singles Cola Song, Good Time, In Your Eyes, Be My Lover und Piñata sowie Remixes enthielt.
Am 25. November 2014 wurde mit Diggy Down eine weitere Single aus dem neuen Album veröffentlicht. Inna arbeitete für den Song mit dem amerikanischen Electropop-Duo Marian Hill zusammen und landete damit in den România Airplay 100 ihren dritten Nummer-1-Hit nach Hot (2008) und Amazing (2009). Es ist weiterhin ihre zwölfte Top-10-Platzierung und der 24. Chart-Eintrag in ihrer Heimat Rumänien. In der Jahresendwertung 2015 der România Airplay 100 belegte Diggy Down Platz 3.
Auf der Single Summer In December der rumänischen Dance- und Popband Morandi wirkte Inna als Gastsängerin mit. Der Song, der am 17. Dezember 2014 erschien, erreichte Platz 80 der România Airplay 100 und hielt sich drei Wochen in der Hitliste. Mit Mai stai veröffentlichte die rumänische Band 3 Sud Est am 15. April 2015 eine Zusammenarbeit mit Inna, die in den România Airplay 100 Platz 25 erreichte. Am 8. Juni 2015 erschien mit We Wanna eine Zusammenarbeit von INNA, der rumänischen Pop-Sängerin Alexandra Stan (Mr. Saxobeat) und dem Rapper Daddy Yankee, der bereits bei Innas Single More Than Friends mitgewirkt hatte. We Wanna erzielte Platz 59 der România Airplay 100.
Am 7. Juli 2015 gab Inna die Veröffentlichung ihres selbstbetitelten vierten Albums zum 15. September 2015 bekannt. Nachdem die EP Summer Days nie offiziell erschienen war, wurden dessen Songs mit Ausnahme der Tracks Take Me Higher und Summer Days unter anderem neben Diggy Down und Summer In December auf der Trackliste des Studio-Albums veröffentlicht. Take Me Higher sowie die Singles Cola Song und Good Time wurden nur auf Body And The Sun, der japanischen Version des Albums, veröffentlicht.
Bop Bop erschien als nächste internationale Single am 13. Juli 2015. Der Song, bei dem der US-amerikanische Sänger und Songwriter Eric Turner als Gast-Künstler mitwirkte, knüpfte beinahe nahtlos an den Erfolg von Diggy Down an. Am 26. Juli 2015 debütierte Bop Bop in den România Airplay 100 auf Platz 64 und stieg am 11. Oktober 2015 bis auf Platz 2 der Charts.
Im Vorfeld der MTV Europe Music Awards 2015 in Mailand wurde Inna zum dritten Mal in ihrer Karriere als bester rumänischer Act ausgezeichnet.
Auf der Single von Carla’s Dreams, Te rog, die am 19. Oktober 2015 erschien, war Inna erneut als Gastsängerin zu hören und auch im dazugehörigen Musikvideo zu sehen. Anders als bei dem gemeinsamen Track P.O.H.U.I. aus dem Jahr 2013 wurde bei Te rog jedoch darauf verzichtet, Inna als Gastmusikerin auszuweisen. In den România Airplay 100 erreichte der Song Ende Januar 2016 Platz 1.
Am 12. November 2015 veröffentlichte Inna das Musikvideo zur nächsten Singleauskopplung Yalla, die bereits zur Albumveröffentlichung am 30. Oktober 2015 als Download bereitgestellt und in die Playlists der rumänischen Radiostationen aufgenommen wurde. Inna singt im Song zum ersten Mal teils in arabischer Sprache. In den România Airplay 100 debütierte Yalla am 15. November 2015 auf Platz 94 und erreichte am 1. Mai 2016 mit Platz 13 seine Höchstposition. Anfang 2016 setzte Inna die Promotion für das Album fort und veröffentlichte am 4. Februar das Video zur nächsten Single Rendez Vous. Am 3. April 2016 stieg der Song auf Platz 73 der România Airplay 100 und erreichte seine Höchstplatzierung auf Platz 45 am 22. Mai 2016.
Unter dem Projektnamen G Girls veröffentlichte Inna zusammen mit ihren rumänischen Gesangskolleginnen Alexandra Stan, Antonia und Lori den Song Call The Police. Das dazugehörige Musikvideo erschien am 1. Juni 2016. In die România Airplay 100 stieg die Single am 10. Juli 2016 auf Platz 86 ein, erreichte als Höchstposition Platz 64 und fiel nach vier Wochen aus den Charts.

### Nirvana(2016–2018)
Ende April 2016 drehte Inna auf Mauritius das Musikvideo zur nächsten Single Heaven. Der Song erschien am 7. Juni 2016 zusammen mit dem Video und erreichte am 3. Juli 2016 Platz 58 der România Airplay 100. In seiner sechzehnten Chartwoche erzielte der Song mit Platz 4 seine Höchstplatzierung. Zu ihrem Geburtstag am 16. Oktober veröffentlichte Inna mit Cum ar fi? einen rumänischsprachigen Song als Geburtstagsgeschenk für ihre Fans. Am 30. Oktober 2016 debütierte Cum ar fi? auf Platz 82 der România Airplay 100 und erreichte am 15. Januar 2017 Platz 33 als Höchstposition.
Nach der Promo-Single Say It With Your Body, die ab dem 30. September 2016 auf iTunes zum Download bereitgestellt wurde, veröffentlichte Inna am 1. Februar 2017 mit Gimme Gimme eine offizielle Single aus dem geplanten fünften Studioalbum sowie das dazugehörige Musikvideo. Am 12. Februar 2017 stieg der Song auf Platz 94 in die România Airplay 100 ein und kletterte in der Folgewoche um 45 Plätze auf Platz 49. Am 9. April 2017 erreichte der Song seine Höchstposition auf Platz 16.
Parallel zum wachsenden Erfolg von Gimme Gimme veröffentlichte Inna mit den G Girls am 3. März 2017 eine zweite Single mit dem Titel Milk & Honey. Allerdings wurde Alexandra Stan durch Sängerin Lariss als viertes Mitglied der Band ersetzt. Der Song debütierte am 19. März 2017 auf Platz 94 der România Airplay 100 und erreichte in der dritten Chartwoche seine Höchstposition auf Platz 67. Damit verlief die Chartperformance für Milk & Honey in Rumänien ähnlich enttäuschend wie beim Vorgänger Call The Police.
Im April 2017 lieh Inna ihre Stimme für Songs zweier Projekte: Marco & Seba, zwei der Mitglieder ihres Produzententeams Play & Win, veröffentlichten am 23. April die Single Show Me The Way, Carla’s Dreams zwei Tage später den Song Tu și eu. Für Carla’s Dreams ist es die vierte Zusammenarbeit mit Inna nach P.O.H.U.I. (2013), Fie ce-o fi (2014) und Te rog (2015). Beide Singles schafften im Mai 2017 den Sprung in die România Airplay 100: Tu și eu debütierte am 7. Mai auf Platz 82 und erreichte am 25. Juni 2017 mit Platz 53 seine Höchstposition, während Show Me The Way am 14. Mai auf Platz 95 einstieg und sich in den Folgewochen bis auf Platz 44 steigerte. Schließlich konnte der niederländische DJ Sam Feldt neben dem italienischen Electrohouse-Duo Lush & Simon auch Inna als Gastsängerin gewinnen. Sein Song Fade Away wurde am 9. Juni 2017 offiziell veröffentlicht, das dazugehörige offizielle Musikvideo erschien am 14. Juli 2017.
Am 21. Juni 2017 präsentierte Inna mit Ruleta die nächste offizielle Single ihres geplanten fünften Studio-Albums als Nachfolger von Gimme Gimme. Für den Song und dessen Musikvideo holte sie sich Erick als Gastmusiker an ihre Seite. Mit bürgerlichem Namen Erik Tchatchoua, wurde der Sänger 2015 durch die rumänische Ausgabe der Casting-Show X Factor bekannt. Am 9. Juli 2017 gelang Ruleta das Debüt in den România Airplay 100. Mit Platz 32 ist es einer der höchsten Charteinstiege für eine Single der Sängerin überhaupt. Am 27. August 2017 erreichte der Song mit Position 3 die höchste Chartplatzierung.
Als nächsten Song platzierte Inna Notă de plată in den România Airplay 100, eine Zusammenarbeit mit dem moldauischen Musikprojekt The Motans. Am 26. September 2017 veröffentlicht, stieg die Single am 8. Oktober 2017 auf Platz 79 in die Airplay 100 ein, während Inna parallel in derselben Woche auch mit Ruleta und Te rog in den Charts vertreten war.
Am 23. November 2017 wurde der Titel und das Coverbild von Innas neuem Album Nirvana auf Instagram veröffentlicht, am 27. November 2017 wurde die Trackliste auf Facebook bekanntgegeben. Die Single Heaven und die Promo-Single Say It With Your Body fehlen auf dem Album, dafür wurden Cum ar fi?, Tu și eu und Notă de plată berücksichtigt. Am 28. November 2017 erschien die dritte und letzte offizielle Singleauskopplung Nirvana sowie das dazugehörige Musikvideo.
Während Notă de plată am 14. Januar 2018 Platz 23 erreichte, debütierte Nirvana in den România Airplay 100 parallel auf Platz 50. Es sind Innas 30. und 31. Top-50-Hits in ihrer Heimat Rumänien als Solistin beziehungsweise in Zusammenarbeit mit anderen Künstlern. Notă de plată erreichte am 25. Februar 2018 mit Platz 6 seine Höchstplatzierung in den Airplay 100, Nirvana am 29. April 2018 mit Platz 2; es ist damit die höchstplatzierte Single für die Sängerin seit Bop Bop aus dem Jahr 2015 (ebenfalls Platz 2).
Mit Me Gusta erschien am 13. Februar 2018 eine vom Album Nirvana unabhängige neue Single zusammen mit dem dazugehörigen Video. Am 15. April 2018 platzierte sich der Song für eine Woche in den România Airplay 100 auf Platz 89. Am 9. März 2018 veröffentlichte der niederländische DJ Dannic seine Single Stay, auf der Inna als Gastsängerin mitwirkte. Eine weitere Zusammenarbeit Innas mit The Motans erschien am 27. April 2018 in Form der Single Pentru că. Am 13. Mai 2018 debütierte der Song auf Platz 94 der România Airplay 100 und stieg in der Folgewoche um 34 Ränge auf Platz 60. Mit Rang 3 erreichte Pentru că am 9. September 2018 seine Höchstposition.
In Frankreich erschien am 22. Juni 2018 das Best-Of-Album 10 ans de hits !, das erstmals auch offiziell die Single Heaven beinhaltete. Im Februar 2018 wurde mit La roulette eine Promo-Single zur Kompilation digital veröffentlicht. Dabei handelt es sich um eine englisch-spanisch-französische Version der Single Ruleta, an der auch der algerische DJ Sem und der französische R&B-Sänger Matt Houston als Gastkünstler mitwirkten. 10 ans de hits ! debütierte in den französischen Album-Charts am 25. Juni 2018 auf Platz 105 und erreichte in der Folgewoche Platz 94 als Höchstplatzierung, die die Kompilation 2 Wochen hielt.
Am 6. September 2018 präsentierte die Sängerin ihre nächste Single No Help und das dazugehörige Musikvideo, das innerhalb von drei Tagen über eine Million Aufrufe auf YouTube verbuchen konnte. Der Song debütierte am 23. September 2018 auf Platz 73 der România Airplay 100 und erreichte mit Platz 65 in der Folgewoche seine Höchstplatzierung.

### Yo(2018–2019)
Im Oktober 2018 konkretisierte Inna ihre Pläne, ein Album mit rein in spanischer Sprache gesungenen Songs zu veröffentlichen. Beeinflusst durch die musikalischen Eindrücke auf ihrer Konzerttour durch Lateinamerika, übernahm sie zudem die Kontrolle über die Produktion und das Songwriting und arbeitete dafür mit dem rumänischen Produzenten David Ciente zusammen. Im Juli 2018 wurden erste spanisch gesungene Songs im Zuge einer Coca-Cola-Kampagne in Rumänien als Promo-Singles veröffentlicht, noch bevor mit RA am 2. November 2018 die erste offizielle Auskopplung des geplanten Albums Yo erschien. Für die Single erhielt Inna gute Kritiken und für das parallel veröffentlichte Musikvideo über 4,5 Millionen Aufrufe bei YouTube innerhalb von zwei Wochen. Im November 2018 begannen einige rumänische Radio- und TV-Sender, die nächste Single Iguana und das begleitende Musikvideo in ihr Programm aufzunehmen. So erreichte der Song noch vor der geplanten Veröffentlichung die România Airplay 100 und debütierte am 25. November 2018 auf Platz 91. Am 30. November 2018 erschienen Single und Musikvideo dann offiziell. Am 2. Dezember 2018 gelang dann auch RA der Sprung in die România Airplay 100. Während sich der Nachfolger Iguana um 54 Positionen auf Platz 37 verbesserte und der Vorgänger Pentru că noch auf Platz 40 rangierte, stieg der Song auf Platz 71 ein. Während sich RA nach drei Wochen aus den Charts verabschiedete, erreichte Iguana am 24. Februar 2019 mit Rang 4 seine höchste Platzierung. Am 18. Januar 2019 wurde mit Sin Ti die dritte Single des Albums veröffentlicht. Das gleichzeitig erschienene Musikvideo erreichte innerhalb von wenigen Stunden über 11.000 Aufrufe auf YouTube. Am 7. März 2019 feierte das Video zur vierten Single Tu Manera Videopremiere. Parallel wurde der Song zum Download bereitgestellt. Aufgrund des Erfolgs von Iguana (u. a. 16 Wochen in den Top 10 der România Airplay 100) fanden die beiden Nachfolger kaum Beachtung im Radio und auf den TV-Musik-Kanälen Rumäniens. Sin Ti verpasste den Sprung in die România Airplay 100; lediglich Tu Manera debütierte noch am 21. April 2019 auf Platz 83, erreichte in der dritten Chartwoche Platz 78 als Höchstposition und fiel dann aus der Hitliste.
Gleichzeitig mit dem Album Yo wurde am 31. Mai 2019 die fünfte Kopplung Te Vas sowie das dazugehörige Musikvideo veröffentlicht. Der Song debütierte am 16. Juni 2019 auf Platz 81 der România Airplay 100 und erreichte in der achten Chartwoche mit Platz 36 seine Höchstposition. Rund um die Albumveröffentlichung präsentierte Inna Musikvideos zu den Promo Singles Fuego, Gitana, Contigo und Sí, Mamá, Locura und La Vida, in denen sie verschiedene weibliche Charaktere verkörpert, gekleidet in diversen Outfits von Marken wie Gucci und Dolce & Gabbana. Regisseur Bogdan Pǎun setzte damit jeden Song des Albums in einem entsprechenden Musikvideo in Szene.
Am 23. August 2019 veröffentlichte das niederländische DJ-Duo Yellow Claw ihre Single Baila Conmigo und verpflichtete als Gastmusikerinnen neben der Rumänin Inna auch die amerikanische Rapperin Saweetie sowie die Sängerin Jenn Morel aus der Dominikanischen Republik.

### VonBebebisPretty Thoughts(2019–2020)
Im November 2019 kehrte Inna zum Sound des Albums Nirvana zurück und veröffentlichte am 4. November die Single Bebe, die erneut von zwei Mitgliedern ihres Produzententeams von Play & Win (Sebastian Barac und Marcel Botezan) produziert wurde und für die sie mit der ugandischen Sängerin Vinka zusammenarbeitete. Die beiden landeten damit einen Radiohit in Rumänien: Am 17. November 2019 debütierte Bebe auf Platz 86 der România Airplay 100 und erreichte am 15. März 2020, und damit in der 16. Chartwoche, Platz eins der Charts. Am 2. April 2020 veröffentlichte Inna auf ihren sozialen Netzwerken ihre nächste Single Not My Baby zunächst in Form eines Lyric Videos. Das offizielle Musikvideo erschien am 24. April 2020. Am 3. Mai 2020 debütierte Not My Baby in den România Airplay 100 auf Platz 95 und erreichte in der achten Chartwoche Platz 33. Mit Sober veröffentlichte Inna am 6. Mai 2020 eine Promo-Single und ein dazugehöriges Musikvideo. Zusammen mit dem rumänischen Produzenten SICKOTOY veröffentlichte Inna am 28. Mai 2020 zudem die Single VKTM, deren Musikvideo zwei Tage später erschien. Am 12. Juli 2020 debütierte der Song auf Platz 92 der România Airplay 100, fiel in der folgenden Woche aus den Charts und kehrte am 26. Juli 2020 zurück auf Platz 100. Mit Nobody wurde am 26. Juni 2020 eine weitere Promo-Single veröffentlicht. Eine Zusammenarbeit mit ihrer rumänischen Musikerkollegin Minelli in Form der Single und des Musikvideos Discoteka erschien am 23. Juli 2020 und stieg bereits am 16. August 2020 auf Platz 98 der România Airplay 100 ein. In der dritten Chartwoche erreichten die beiden Sängerinnen dann Platz 62 als Höchstposition. In Zusammenarbeit mit der kolumbianischen Reggaeton-Künstlerin Farina entstand der Song Read My Lips, der als nächste Single zusammen mit dem dazugehörigen Musikvideo am 11. September 2020 erschien. Der Song debütierte am 11. Oktober 2020 auf Platz 72 der România Airplay 100 und war neben Bebe (Platz 52) und Discoteka (Platz 75) die dritte von Inna in den Charts platzierte Single in dieser Woche. In der 14. Chartwoche erreichte Read My Lips Platz 10 als Höchstplatzierung. Es ist damit die 20. Top-10-Single in den România Airplay 100, an der Inna als Solokünstlerin bzw. Gastsängerin beteiligt war.
Der französische DJ und House-Produzent Michael Calfan präsentierte am 9. Oktober 2020 seine Dance-Single Call Me Now, bei der Inna als Gastsängerin mitwirkte. Am 30. Oktober 2020 veröffentlichte der deutsche Deep House/Tropical House-Produzent Henri Purnell seinen Song Pretty Thoughts, für den er mit Inna zusammen arbeitete.

### HeartbreakerundChampagne Problems(2020–2022)

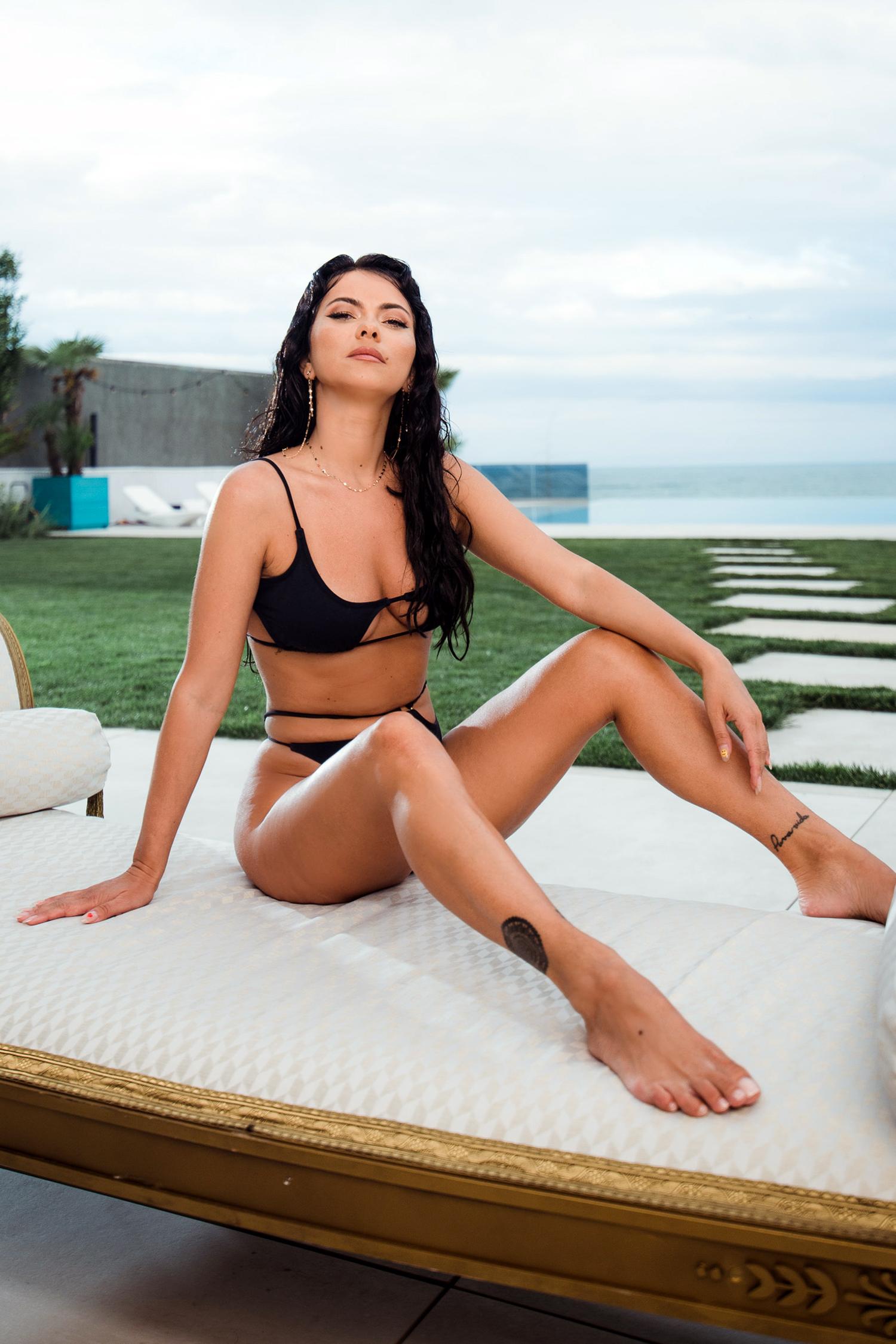
Inna (2021)

Am 22. November 2020 veröffentlichte Inna den Demo-Song Madja Jadja (später Maza Jaja) beim Online-Musikdienst SoundCloud.
Den Titel Heartbreaker für ein neues Album sowie eine vorläufige Trackliste gab sie am 27. November bekannt und stellte die neuen Songs ihren Fans als Stream auf ihrem YouTube-Kanal sowie auf SoundCloud zur Verfügung. Das Album entstand in einer dreiwöchigen Periode im November 2020 in einem angemieteten Anwesen in Bukarest in Zusammenarbeit mit zahlreichen Produzenten und Songwritern wie Sebastian Barac & Marcel Botezan (Play & Win), David Ciente, Alexandru Cotoi (a.k.a. SICKOTOY), Luisa Ionela Luca (a.k.a. Minelli) oder Andrei Ursu (a.k.a. wrs). Den Arbeitsprozess dokumentierte die Sängerin vom 3. bis 21. November täglich in einem Vlog auf ihrem YouTube-Kanal. Das Ergebnis sollte zunächst nur als EP unter dem Titel Dance Queen’s House promotet werden, doch dann entschied sich Inna, die 10 Titel als siebtes Album zu veröffentlichen. Dieses erschien wie auch alle Songs des Albums offiziell am 4. Dezember 2020 als Download.
Nachdem sich der Albumtrack Flashbacks als Radio-Hit erwies, entschied man, diesen als offizielle Single zu veröffentlichen. Am 26. Februar 2021 erschien weiterhin das dazugehörige Musikvideo auf YouTube. Am 21. Februar 2021 debütierte Flashbacks als Neueinsteiger auf Platz 89 der România Airplay 100 und stieg in der Folgewoche um 24 Ränge auf Platz 65. In der neunzehnten Chartwoche, am 27. Juni 2021, erreichte der Song mit Rang 4 seine höchste Platzierung.
Am 23. April 2021 veröffentlichte der polnische DJ und Musikproduzent Gromee mit Cool Me Down seine neue Single, für die Inna den Gesang beisteuerte. Am selben Tag erschien außerdem das dazugehörige Musikvideo unter der Regie von Maciej Zdrojewski. Bereits in der Woche vom 24. bis 30. April 2021 debütierte der Song als Neueinsteiger auf Platz 33 der offiziellen polnischen Airplay Top 100 und erreichte in der neunten Chartwoche Platz 2.
Eine nicht auf dem Album Heartbreaker enthaltene Promo-Single mit dem Titel Oh My God erschien am 29. April 2021 zusammen mit einem dazugehörigen Lyrics-Video. Am 7. Mai 2021 folgte mit dem Song It Don’t Matter ein Kollaborationsprojekt Innas mit dem brasilianischen DJ Alok und dem US-amerikanischen Dance-Pop-Duo Sofi Tukker. Mit It Don’t Matter erreichte Inna erstmals die US Billboard Hot Dance/Electronic Songs-Charts (Platz 27).
Als nächste und letzte Single vom Album Heartbreaker erschien am 11. Juni 2021 der leicht überarbeitete Song Maza Jaja unter dem verkürzten Titel Maza zusammen mit dem offiziellen Musikvideo, das erneut unter der Regie von Bogdan Păun entstand. Am 11. Juli 2021 stieg der Song auf Platz 69 der România Airplay 100 ein und erreichte in der vierten Chartwoche Rang 43 als Höchstplatzierung.
Nach Maza wurden eine Reihe von Singles veröffentlicht, bei denen Inna als Gastsängerin mitwirkte. Paris To London mit der Romanian House Mafia und dem rumänischen Sänger/Songwriter Bastien erschien am 25. Juni, Summer’s Not Ready mit dem US-amerikanischen Rapper Flo Rida und dem australischen DJ Timmy Trumpet am 29. Juni sowie Papa mit SICKOTOY und der albanischen Sängerin Elvana Gjata am 23. Juli 2021. Mit Summer’s Not Ready erzielte Inna auch ihren zweiten Eintrag nach It Don’t Matter bei den US Billboard Hot Dance/Electronic Songs (Platz 35). Am 13. August 2021 erschien zudem der Song Aici, eine Zusammenarbeit mit Carla’s Dreams, Irina Rimes und The Motans. Papa chartete erstmals am 5. September 2021 in den România Airplay 100 auf Rang 72 und kletterte bis auf Platz 18.
Weitere Kollaborationen folgten mit Minelli und der Romanian House Mafia (Party) am 22. September, dem litauischen Musikproduzenten Gaullin (Pretty Please) am 24. September sowie dem spanischen Musikproduzenten Brian Cross (Like That) am 30. September 2021.
Via Facebook und Instagram kündigte Inna am 25. Oktober 2021 die Veröffentlichung ihrer neuen Single Up zum 29. Oktober 2021 an. Bereits am 21. November 2021 debütierte der Song als höchster Neueinsteiger auf Platz 63 in den România Airplay 100 und erreichte in der Folgewoche Platz 51. Dies blieb für Up die höchste Chartplatzierung, da die Airplay 100 nach der Ausgabe vom 28. November 2021 überraschend eingestellt wurden.
Mit De Dragul Tău veröffentlichte Inna am 28. November 2021 eine rein auf rumänisch gesungene Promo-Single und ein dazugehöriges Musikvideo.
Am 6. Dezember 2021 startete Inna die zweite Staffel ihres Dance Queen’s House-Projektes, in dem sie erneut mit prominenten Produzenten und Songwritern im angemieteten Anwesen in Bukarest an einem neuen Album arbeitete und dessen Arbeitsprozesse sie erneut als Vlog diesmal jeden zweiten Tag auf YouTube präsentierte.
Am 17. Dezember 2021 erschien Up als Single-Remix mit musikalischer Unterstützung des jamaikanischen Dancehall-Sängers Sean Paul sowie das dazugehörige gemeinsame Video. Im Zuge der Veröffentlichung erreichte Up die Spitze und der Remix Platz 2 der rumänischen iTunes-Charts. Ohnehin avancierte der Song zu einem von Inna’s erfolgreichsten Veröffentlichungen und erreichte in den rumänischen Airplay-Charts sowohl von Media Forest als auch der Romanian Phonographic Industry (Uniunea Producătorilor de Fonograme din România, kurz: UPFR) Platz 1.
Als Ergebnis ihres Dance-Queen’s-House-Projektes erschien am 7. Januar 2022 der erste Teil von Innas achtem Album Champagne Problems (bezeichnet als #DQH1) mit acht neuen Songs. Anders als beim Vorgänger-Album Heartbreaker wurde keines der Lieder als Single veröffentlicht.
Dafür präsentierte Inna am 20. Januar 2022 die Pop-Single Lalele, ein Remake des Songs Lalele – Turturele des rumänischen Sängers Luigi Ionescu aus dem Jahr 1980.
Am 11. März 2022 folgte der zweite Teil ihres achten Albums unter dem Titel Champagne Problems #DQH2 mit acht weiteren Songs.
Eine weitere Kooperation Innas mit The Motans erschien am 5. April 2022 in Form der Single Tare. In den rumänischen UPFR-Charts erreichte der Song am 21. Juni 2022 für eine Woche Platz 1.
Im Laufe des Jahres 2022 veröffentlichte die Sängerin die EDM-Songs Déjà-Vu (mit dem belgischen DJ Yves V und dem niederländischen Sänger/Songwriter Janieck), Talk (mit dem türkischen DJ Ilkay Sencan), Magical Love, Wherever You Go (mit dem türkischen Sänger und ehemaligen YouTuber Reynmen), Hello Hello (mit MELON, einem Künstler mit bewusst unbekannter Identität) sowie Blow It Up (mit DJ Timmy Trumpet und dem Dance-Project Love Harder).

### Just Dance(2022–2023)
Ende 2022 präsentierte Inna mit Yummy eine neue Single, die gleich in vier Versionen digital erhältlich war. Eine Solo-Variante wurde am 9. Dezember 2022 veröffentlicht, am 6. Januar 2023 folgte eine Version in Zusammenarbeit mit der britische Sängerin und Rapperin Stefflon Don. Am 27. Januar 2023 war sowohl eine Version des Songs in Zusammenarbeit mit der albanischen Popsängerin Dhurata Dora erhältlich als auch eine Version der drei Künstlerinnen zusammen.
Nach der bewährten Tradition des Dance-Queen’s-House-Projektes sang Inna innerhalb von 16 Tagen sechs Songs für den ersten Teil der EP Just Dance ein und setzte dabei wieder auf Isolation und die Zusammenarbeit mit Produzenten wie Marco & Seba, Alex Cotoi und Iraida. Just Dance #DQH1 erschien schließlich am 10. Februar 2023 als Download. Fünf weitere Songs wurden am 14. April 2023 als Teil der EP Just Dance #DQH2 veröffentlicht. Florin Burlacu und Andrei Via setzten alle elf Songs visuell in Musikvideos um.
Zwischen den Veröffentlichungen der beiden EP-Teile erschien am 17. März 2023 noch die Single My Crystal Nails, für die Inna zudem ein farbenfreudiges Musikvideo produzierte. Innerhalb eines Monats erreichte das Video 1,9 Millionen Aufrufe bei YouTube.

### VonRock My BodybisBad Girls(seit 2023)
Der niederländisch-marokkanische DJ R3hab veröffentlichte zusammen mit Inna am 28. April 2023 die Single Rock My Body, ein Remake des Sash!-Klassikers Ecuador aus dem Jahr 1997. Am selben Tag erschien auch das Musikvideo zum Song, das auf YouTube innerhalb von nur vier Stunden über 25.000 Aufrufe generierte. In ihrer Heimat Rumänien entwickelte sich Rock My Body über den Sommer zum Airplay-Hit und erreichte im August 2023 in den entsprechenden Charts sowohl bei MediaForest als auch bei UPFR Platz 2. Weiterhin war es Inna's nächster großer Erfolg in Frankreich. Dort erreichte der Song bisher Platz 32 der französischen Single-Charts. Am 28. Juli 2023 erschien mit Freak eine Kollaboration von Inna mit dem deutschen DJ und Musikproduzenten Tujamo und dem britisch-niederländischen DJ, Produzenten und Songwriter Azteck. Am 18. August 2023 folgte eine Zusammenarbeit von SICKOTOY, Inna, Antonia und Eva Timush in Form der Single und des Musikvideos Bad Girls.

## Diskografie

### Studioalben
| Jahr | Titel                | Höchstplatzierung, Gesamtwochen, AuszeichnungChartplatzierungen (Jahr, Titel, Platzierungen, Wochen, Auszeichnungen, Anmerkungen) | Höchstplatzierung, Gesamtwochen, AuszeichnungChartplatzierungen (Jahr, Titel, Platzierungen, Wochen, Auszeichnungen, Anmerkungen) | Höchstplatzierung, Gesamtwochen, AuszeichnungChartplatzierungen (Jahr, Titel, Platzierungen, Wochen, Auszeichnungen, Anmerkungen) | Anmerkungen                              |
| Jahr | Titel                | CH | FR | UK | Anmerkungen                              |
| ---- | -------------------- | --- | --- | --- | ---------------------------------------- |
| 2009 | Hot                  | CH57 (3 Wo.)CH | FR9 Platin · (52 Wo.)FR | UK32 (2 Wo.)UK | Erstveröffentlichung: 4. August 2009     |
| 2011 | I Am the Club Rocker | — | FR23 (8 Wo.)FR | — | Erstveröffentlichung: 16. September 2011 |

Weitere Alben
- 2013: Party Never Ends
- 2015: Body and the Sun
- 2015: INNA
- 2017: Nirvana
- 2019: YO
- 2020: Heartbreaker
- 2022: Champagne Problems #DQH1
- 2022: Champagne Problems #DQH2
- 2023: Just Dance #DQH1
- 2023: Just Dance #DQH2
- 2024: Everything Or Nothing #DQH1
- 2024: El Pasado
- 2024: Everything Or Nothing #DQH2

### Kompilationen
| Jahr | Titel           | Höchstplatzierung, Gesamtwochen, AuszeichnungChartsChartplatzierungen (Jahr, Titel, Platzierungen, Wochen, Auszeichnungen, Anmerkungen) | Anmerkungen                         |
| Jahr | Titel           | FR | Anmerkungen                         |
| ---- | --------------- | --- | ----------------------------------- |
| 2018 | 10 ans de hits! | FR94 (7 Wo.)FR | Erstveröffentlichung: 22. Juni 2018 |

Weitere Kompilationen
- 2015: Best Of
- 2017: Summer Hits

### Singles
| Jahr | Titel Album                                                  | Höchstplatzierung, Gesamtwochen, AuszeichnungChartplatzierungen (Jahr, Titel, Album, Platzierungen, Wochen, Auszeichnungen, Anmerkungen) | Höchstplatzierung, Gesamtwochen, AuszeichnungChartplatzierungen (Jahr, Titel, Album, Platzierungen, Wochen, Auszeichnungen, Anmerkungen) | Höchstplatzierung, Gesamtwochen, AuszeichnungChartplatzierungen (Jahr, Titel, Album, Platzierungen, Wochen, Auszeichnungen, Anmerkungen) | Höchstplatzierung, Gesamtwochen, AuszeichnungChartplatzierungen (Jahr, Titel, Album, Platzierungen, Wochen, Auszeichnungen, Anmerkungen) | Höchstplatzierung, Gesamtwochen, AuszeichnungChartplatzierungen (Jahr, Titel, Album, Platzierungen, Wochen, Auszeichnungen, Anmerkungen) | Höchstplatzierung, Gesamtwochen, AuszeichnungChartplatzierungen (Jahr, Titel, Album, Platzierungen, Wochen, Auszeichnungen, Anmerkungen) | Anmerkungen                                                                                           |
| Jahr | Titel Album                                                  | DE | AT | CH | FR | UK | RO | Anmerkungen                                                                                           |
| ---- | ------------------------------------------------------------ | --- | --- | --- | --- | --- | --- | --- |
| 2008 | Hot                                                          | DE80 (10 Wo.)DE | — | CH17 (29 Wo.)CH | FR6 (39 Wo.)FR | UK6 Silber · (19 Wo.)UK | RO1 (? Wo.)RO | Erstveröffentlichung: 26. Oktober 2008                                                                |
| 2009 | Love Hot                                                     | — | — | — | — | — | RO4 (? Wo.)RO | Erstveröffentlichung: 25. April 2009                                                                  |
| 2009 | Déjà vu Hot                                                  | — | AT25 (4 Wo.)AT | CH27 (6 Wo.)CH | FR6 (20 Wo.)FR | UK60 (2 Wo.)UK | RO7 (? Wo.)RO | Erstveröffentlichung: 20. Juni 2009 feat. Bob Taylor                                                  |
| 2009 | Amazing Hot                                                  | DE36 (9 Wo.)DE | AT53 (5 Wo.)AT | CH10 (8 Wo.)CH | FR2 (32 Wo.)FR | UK14 (7 Wo.)UK | RO1 (? Wo.)RO | Erstveröffentlichung: 6. August 2009                                                                  |
| 2010 | 10 Minutes Hot                                               | — | — | — | FR8 (16 Wo.)FR | — | RO11 (? Wo.)RO | Erstveröffentlichung: 25. Januar 2010                                                                 |
| 2010 | Sun Is Up I Am the Club Rocker                               | DE26 (26 Wo.)DE | AT33 (14 Wo.)AT | CH3 Gold · (30 Wo.)CH | FR2 (28 Wo.)FR | UK15 Gold · (12 Wo.)UK | RO2 (? Wo.)RO | Erstveröffentlichung: 3. Oktober 2010                                                                 |
| 2010 | Club Rocker I Am the Club Rocker                             | DE55 (4 Wo.)DE | AT14 (5 Wo.)AT | CH64 (2 Wo.)CH | FR32 (21 Wo.)FR | — | RO42 (? Wo.)RO | Erstveröffentlichung: 30. Mai 2011 feat. Flo Rida                                                     |
| 2010 | Un momento (Play & Win 2011 Radio Edit) I Am the Club Rocker | — | — | — | FR42 (9 Wo.)FR | — | RO12 (? Wo.)RO | Erstveröffentlichung: 10. August 2011 feat. Juan Magán                                                |
| 2010 | Endless I Am the Club Rocker                                 | — | — | — | — | — | RO5 (? Wo.)RO | Erstveröffentlichung: 25. November 2011                                                               |
| 2012 | WOW I Am the Club Rocker                                     | — | — | — | — | — | RO10 a (? Wo.)RO | Erstveröffentlichung: 5. April 2012                                                                   |
| 2012 | Caliente Party Never Ends                                    | — | — | — | — | — | RO84 a (8 Wo.)RO | Erstveröffentlichung: 4. Mai 2012                                                                     |
| 2012 | Tu şi eu / Crazy Sexy Wild Party Never Ends                  | — | — | — | — | — | RO5 a (44 Wo.)RO | Erstveröffentlichung (Tu şi eu): 28. Mai 2012 Wiederveröffentlichung (Crazy Sexy Wild): 17. Juni 2012 |
| 2012 | INNdiA Party Never Ends                                      | — | — | — | — | — | RO10 a (28 Wo.)RO | Erstveröffentlichung: 28. Juni 2012 feat. Play & Win                                                  |
| 2013 | More Than Friends Party Never Ends                           | — | — | — | FR92 (1 Wo.)FR | — | RO20 a (15 Wo.)RO | Erstveröffentlichung: 18. Januar 2013 feat. Daddy Yankee                                              |
| 2013 | In Your Eyes Party Never Ends                                | — | — | — | — | — | RO44 a (11 Wo.)RO | Erstveröffentlichung: 16. Oktober 2013 feat. Yandel                                                   |
| 2014 | Cola Song Body and the Sun                                   | DE77 (1 Wo.)DE | — | CH36 (1 Wo.)CH | — | — | RO34 a (16 Wo.)RO | Erstveröffentlichung: 14. April 2014 feat. J Balvin                                                   |
| 2014 | Good Time Body and the Sun                                   | — | — | — | — | — | RO67 a (7 Wo.)RO | Erstveröffentlichung: 2. Juli 2014 feat. Pitbull                                                      |
| 2014 | Diggy Down Body and the Sun / Inna                           | — | — | — | — | — | RO1 a (30 Wo.)RO | Erstveröffentlichung: 25. November 2014 feat. Marian Hill                                             |
| 2015 | We Wanna Alesta / Inna (Turkish Edition)                     | — | — | — | — | — | RO59 a (9 Wo.)RO | Erstveröffentlichung: 8. Juni 2015 mit Alexandra Stan feat. Daddy Yankee                              |
| 2015 | Bop Bop Body and the Sun / Inna                              | — | — | — | — | — | RO2 a (27 Wo.)RO | Erstveröffentlichung: 13. Juli 2015 feat. Eric Turner                                                 |
| 2015 | Yalla Body and the Sun / Inna                                | — | — | — | — | — | RO13 a (42 Wo.)RO | Erstveröffentlichung: 4. November 2015                                                                |
| 2016 | Rendez vous Body and the Sun / Inna                          | — | — | — | — | — | RO45 a (13 Wo.)RO | Erstveröffentlichung: 12. Februar 2016                                                                |
| 2016 | Heaven 10 ans de Hits! / Nirvana (Deluxe)                    | — | — | — | — | — | RO4 a (54 Wo.)RO | Erstveröffentlichung: 7. Juni 2016                                                                    |
| 2017 | Gimme Gimme Nirvana                                          | — | — | — | — | — | RO16 a (17 Wo.)RO | Erstveröffentlichung: 1. Februar 2017                                                                 |
| 2017 | Ruleta Nirvana                                               | — | — | — | — | — | RO3 a (27 Wo.)RO | Erstveröffentlichung: 21. Juni 2017 feat. Erick                                                       |
| 2017 | Nirvana                                                      | — | — | — | — | — | RO2 a (30 Wo.)RO | Erstveröffentlichung: 28. November 2017                                                               |
| 2018 | Me Gusta –                                                   | — | — | — | — | — | RO89 a (1 Wo.)RO | Erstveröffentlichung: 13. Februar 2018                                                                |
| 2018 | No Help Nirvana (Deluxe)                                     | — | — | — | — | — | RO65 a (9 Wo.)RO | Erstveröffentlichung: 6. September 2018                                                               |
| 2018 | RA YO                                                        | — | — | — | — | — | RO71 a (3 Wo.)RO | Erstveröffentlichung: 2. November 2018                                                                |
| 2018 | Iguana YO                                                    | — | — | — | — | — | RO4 a (48 Wo.)RO | Erstveröffentlichung: 30. November 2018                                                               |
| 2019 | Tu manera YO                                                 | — | — | — | — | — | RO78 a (3 Wo.)RO | Erstveröffentlichung: 7. März 2019                                                                    |
| 2019 | Te vas YO                                                    | — | — | — | — | — | RO36 a (21 Wo.)RO | Erstveröffentlichung: 31. März 2019                                                                   |
| 2019 | Bebe –                                                       | — | — | — | — | — | RO1 a (76 Wo.)RO | Erstveröffentlichung: 4. November 2019 mit Vinka                                                      |
| 2020 | Not My Baby –                                                | — | — | — | — | — | RO33 a (18 Wo.)RO | Erstveröffentlichung: 2. April 2020                                                                   |
| 2020 | VKTM –                                                       | — | — | — | — | — | RO92 a (2 Wo.)RO | Erstveröffentlichung: 28. Mai 2020 mit SICKOTOY & TAG                                                 |
| 2020 | Discoteka –                                                  | — | — | — | — | — | RO62 a (13 Wo.)RO | Erstveröffentlichung: 23. Juli 2020 mit Minelli                                                       |
| 2020 | Read My Lips –                                               | — | — | — | — | — | RO10 a (20 Wo.)RO | Erstveröffentlichung: 11. September 2020 mit Farina                                                   |
| 2020 | Flashbacks Heartbreaker                                      | — | — | — | — | — | RO4 a (41 Wo.)RO | Erstveröffentlichung: 4. Dezember 2020                                                                |
| 2021 | Maza Heartbreaker                                            | — | — | — | — | — | RO43 a (12 Wo.)RO | Erstveröffentlichung: 11. Juni 2021                                                                   |
| 2021 | Papa –                                                       | — | — | — | — | — | RO18 a (13 Wo.)RO | Erstveröffentlichung: 23. Juli 2021 mit SICKOTOY & Elvana Gjata                                       |
| 2021 | Up –                                                         | — | — | — | FR125 (6 Wo.)FR | — | RO1 b (21 Wo.)RO | Erstveröffentlichung: 17. Dezember 2021 mit Sean Paul                                                 |
| 2022 | Tare –                                                       | — | — | — | — | — | RO1 b (13 Wo.)RO | Erstveröffentlichung: 5. April 2022 mit The Motans                                                    |
| 2023 | Rock My Body –                                               | DE— cDE | — | — | FR32 Platin · (21 Wo.)FR | — | RO2 b (15 Wo.)RO | Erstveröffentlichung: 28. April 2023 mit R3hab & Sash!                                                |
| 2024 | Queen of My Castle –                                         | — | — | — | FR77 Gold · (8 Wo.)FR | — | — | Erstveröffentlichung: 25. April 2024 mit Kris Kross Amsterdam                                         |
| 2024 | Bilet doar dus –                                             | — | — | — | — | — | RO6 b (5 Wo.)RO | Erstveröffentlichung: 29. November 2024                                                               |
| 2025 | Let It Talk To Me –                                          | — | — | — | — | — | RO6 b (6 Wo.)RO | Erstveröffentlichung: 28. Februar 2025 mit Sean Paul                                                  |
| 2025 | I'll Be Waiting –                                            | — | — | — | — | — | RO10 b (2 Wo.)RO | Erstveröffentlichung: 16. Mai 2025 mit R3hab                                                          |

Weitere Singles
- 2013: Dame tú amor (feat. Reik)
- 2013: Be My Lover
- 2019: Sin ti
- 2021: Cool Me Down (Gromee x Inna)
- 2021: It Don’t Matter (Alok, Sofi Tukker & Inna)
- 2022: Talk (Ilkay Sencan x Inna)
- 2022: Yummy
- 2023: Party Songs (Gamuel Sori x Inna)
- 2023: Freak (Tujamo x Azteck x Inna)
- 2023: Bad Girls (SICKOTOY x Inna x Antonia x Eva Timush)
- 2023: The Love (David Puentez x Inna)
- 2024: Cheeky
- 2025: Echo (Babasha x Inna)
- 2025: Mayana (MoBlack x Inna)

### Als Gastmusikerin
| Jahr | Titel Album                                                | Höchstplatzierung, Gesamtwochen, AuszeichnungChartplatzierungen (Jahr, Titel, Album, Platzierungen, Wochen, Auszeichnungen, Anmerkungen) | Höchstplatzierung, Gesamtwochen, AuszeichnungChartplatzierungen (Jahr, Titel, Album, Platzierungen, Wochen, Auszeichnungen, Anmerkungen) | Anmerkungen                                                                     |
| Jahr | Titel Album                                                | CH | RO | Anmerkungen                                                                     |
| ---- | ---------------------------------------------------------- | --- | --- | ------------------------------------------------------------------------------- |
| 2013 | P.O.H.U.I. DA. NU. NA. / Party Never Ends (Deluxe Edition) | — | RO3 a (29 Wo.)RO | Erstveröffentlichung: 12. März 2013 Carla’s Dreams feat. Inna                   |
| 2013 | Everybody Reloaded                                         | CH60 (1 Wo.)CH | — | Erstveröffentlichung: 20. September 2013 DJ BoBo feat. Inna                     |
| 2014 | Strigă! –                                                  | — | RO2 a (34 Wo.)RO | Erstveröffentlichung: 1. Mai 2014 Puya feat. Inna                               |
| 2014 | Fie ce-o fi –                                              | — | RO55 a (12 Wo.)RO | Erstveröffentlichung: 28. August 2014 Dara feat. Inna, Antonia & Carla’s Dreams |
| 2014 | Summer in December Body And The Sun / Inna                 | — | RO80 a (3 Wo.)RO | Erstveröffentlichung: 17. Dezember 2014 Morandi feat. Inna                      |
| 2015 | Mai stai –                                                 | — | RO25 a (16 Wo.)RO | Erstveröffentlichung: 15. April 2015 3rei Sud Est feat. Inna                    |
| 2015 | Te rog NGOC                                                | — | RO1 a (50 Wo.)RO | Erstveröffentlichung: 19. Oktober 2015 Carla’s Dreams feat. Inna                |
| 2016 | Call the Police –                                          | — | RO64 a (4 Wo.)RO | Erstveröffentlichung: 14. Juni 2016 als Teil der G Girls                        |
| 2017 | Milk & Honey –                                             | — | RO67 a (7 Wo.)RO | Erstveröffentlichung: 3. März 2017 als Teil der G Girls                         |
| 2017 | Show Me the Way –                                          | — | RO44 a (11 Wo.)RO | Erstveröffentlichung: 23. April 2017 Marco & Seba feat. Inna                    |
| 2017 | Tu și eu Antiexemplu / Nirvana                             | — | RO53 a (8 Wo.)RO | Erstveröffentlichung: 25. April 2017 Carla’s Dreams feat. Inna                  |
| 2017 | Notă de plată My Gorgeous Drama Queens / Nirvana           | — | RO6 a (34 Wo.)RO | Erstveröffentlichung: 26. September 2017 The Motans feat. Inna                  |

Weitere Gastbeiträge
- 2013: Boom Boom (Brian Cross feat. Inna)
- 2013: Piñata 2014 (Andreas Schuller feat. Inna)
- 2013: All The Things (Pitbull feat. Inna)
- 2014: Iarăși e Crăciunul (als Teil der Kiss FM All Stars)
- 2017: Fade Away (Sam Feldt × Lush & Simon feat. Inna)
- 2017: Poveste de Crăciun (als Teil der Kiss FM All Stars)
- 2018: Stay (Dannic feat. Inna)
- 2019: Baila conmigo (Yellow Claw feat. Saweetie, Inna & Jenn Morel)
- 2020: A venit Crăciunul (als Teil der Kiss FM All Stars)
- 2021: Summer’s Not Ready (Flo Rida feat. Inna & Timmy Trumpet)
- 2021: Acasă de Crăciun (als Teil der Kiss FM All Stars)
- 2023: Ale Ale (Dhurata Dora feat. Inna)

## Promoveröffentlichungen
Promo-Singles

| Jahr | Titel Album                                 | Höchstplatzierung, Gesamtwochen, AuszeichnungChartplatzierungen (Jahr, Titel, Album, Platzierungen, Wochen, Auszeichnungen, Anmerkungen) | Höchstplatzierung, Gesamtwochen, AuszeichnungChartplatzierungen (Jahr, Titel, Album, Platzierungen, Wochen, Auszeichnungen, Anmerkungen) | Anmerkungen                                           |
| Jahr | Titel Album                                 | FR | RO | Anmerkungen                                           |
| ---- | ------------------------------------------- | --- | --- | ----------------------------------------------------- |
| 2009 | I Need You for Christmas Very Hot           | — | RO97 (1 Wo.)RO | Erstveröffentlichung: 12. Dezember 2009               |
| 2012 | OK Party Never Ends                         | FR185 (1 Wo.)FR | — | Erstveröffentlichung: 1. Mai 2012                     |
| 2013 | Spre mare Party Never Ends (Deluxe Edition) | — | RO19 a (21 Wo.)RO | Erstveröffentlichung: 9. Mai 2013                     |
| 2014 | Fata din rândul trei –                      | — | RO33 a (9 Wo.)RO | Erstveröffentlichung: 16. Oktober 2014                |
| 2016 | Cum ar fi? Nirvana                          | — | RO33 a (13 Wo.)RO | Erstveröffentlichung: 16. Oktober 2016                |
| 2018 | Pentru că –                                 | — | RO3 a (44 Wo.)RO | Erstveröffentlichung: 27. April 2018 feat. The Motans |
| 2021 | Up –                                        | — | RO51 a (2 Wo.)RO | Erstveröffentlichung: 29. Oktober 2021                |

Weitere Promo-Singles
| - 2009: July - 2010: No Limit - 2010: Señorita - 2010: Moon Girl - 2010: Un momento (feat. Juan Magán) - 2012: Alright - 2012: Oare (Radio-Version 2012) - 2012: J’adore - 2014: Take Me Higher - 2014: Low - 2014: Devil’s Paradise - 2014: Tell Me - 2014: Body And The Sun - 2014: Summer Days - 2015: Tu tens la força - 2016: Say It With Your Body - 2017: Don’t Mind - 2017: Tropical - 2017: Hands Up - 2017: My Dreams - 2017: Dream About The Ocean - 2017: Lights - 2018: La roulette (mit DJ Sem feat. Matt Houston) - 2019: Fuego - 2019: Gitana - 2019: Contigo - 2019: Sí, Mamá - 2019: Locura - 2019: La vida - 2020: Sober - 2020: Nobody | - 2020: Call Me Now (Michael Calfan x Inna) - 2020: Pretty Thoughts (Henri Purnell x Inna x Nobody Cares) - 2020: One Reason - 2020: Beautiful Lie - 2020: Gucci Balenciaga - 2020: Heartbreaker - 2020: Sunset Dinner - 2020: You And I - 2020: Thicky - 2020: Till Forever - 2021: Oh My God - 2021: Paris To London (Romanian House Mafia x Inna x Bastien) - 2021: Aici (Carla’s Dreams x Inna X Irina Rimes x The Motans) - 2021: Party (Inna x Minelli) - 2021: Pretty Please (Gaullin x Inna) - 2021: Like That (Brian Cross x Inna) - 2021: De dragul tău - 2022: Lalele - 2022: Déjà-Vu (Yves V, Inna & Janieck) - 2022: Magical Love - 2022: Wherever You Go - 2022: Wherever You Go (Inna x Reynmen) - 2022: Hello Hello (Inna x MELON x Dance Fruits Music) - 2022: Blow It Up (Timmy Trumpet x Inna x Love Harder) - 2023: Yummy (Inna x Stefflon Don) - 2023: Yummy (Inna x Dhurata Dora) - 2023: Yummy (Inna x Dhurata Dora x Stefflon Don) - 2023: My Crystal Nails - 2023: Dance Alone (Inna x The Victor) - 2024: Stuck In Limbo (Inna x Vinai x jayover) - 2024: Take Me Home (Know You Better) (Inna x Makar) |

## Musikvideos
| Jahr | Titel                                                   | Regie                                                      | Album                                           |
| ---- | ------------------------------------------------------- | ---------------------------------------------------------- | ----------------------------------------------- |
| 2008 | Hot (True Love Edit)                                    | Florin Botea                                               | Hot                                             |
| 2008 | Hot (Dancing in the Dark Edit)                          | Florin Botea                                               | Hot                                             |
| 2009 | Love                                                    | Bogdan Bobo Bărbulescu                                     | Hot                                             |
| 2009 | Déjà Vu (feat. Bob Taylor)                              | Tom Boxer                                                  | Hot                                             |
| 2009 | Amazing                                                 | Tom Boxer                                                  | Hot                                             |
| 2009 | I Need You for Christmas                                | Tom Boxer                                                  | Hot                                             |
| 2010 | 10 Minutes                                              | Paul Boyd                                                  | Hot                                             |
| 2010 | Sun Is Up                                               | Alex Herron                                                | I Am The Club Rocker                            |
| 2011 | Club Rocker                                             | Alex Herron                                                | I Am The Club Rocker                            |
| 2011 | Un Momento (feat. Juan Magán)                           | Alex Herron                                                | I Am The Club Rocker                            |
| 2011 | Endless                                                 | Alex Herron                                                | I Am The Club Rocker                            |
| 2012 | WOW                                                     | Alex Herron                                                | I Am The Club Rocker                            |
| 2012 | Caliente                                                | Hamid Bechir / John Perez                                  | Party Never Ends                                |
| 2012 | Crazy Sexy Wild                                         | Edward Aninaru                                             | Party Never Ends                                |
| 2012 | Tu și eu                                                | Edward Aninaru                                             | Party Never Ends                                |
| 2012 | INNdiA (feat. Play & Win)                               | Edward Aninaru                                             | Party Never Ends                                |
| 2013 | More Than Friends                                       | Edward Aninaru                                             | Party Never Ends                                |
| 2013 | More Than Friends (feat. Daddy Yankee)                  | Edward Aninaru                                             | Party Never Ends                                |
| 2013 | P.O.H.U.I. (Carla’s Dreams feat. Inna)                  | Sergiu Barajin                                             | DA. NU. NA. / Party Never Ends (Deluxe Edition) |
| 2013 | Dame Tú Amor (feat. Reik)                               | Inna                                                       | Party Never Ends                                |
| 2013 | Spre mare                                               | Bogdan Daragiu / Khaled Mokhtar                            | Party Never Ends (Deluxe Edition)               |
| 2013 | Be My Lover                                             | Inna / Khaled Mokhtar                                      | Party Never Ends (Deluxe Edition)               |
| 2013 | Be My Lover (feat. Juan Magán)                          | Inna / Khaled Mokhtar                                      |                                                 |
| 2013 | In Your Eyes (feat. Yandel)                             | Barna Némethi                                              | Party Never Ends                                |
| 2014 | Cola Song (feat. J Balvin)                              | John Perez                                                 | Body And The Sun                                |
| 2014 | Strigă! (Puya feat. Inna)                               | Marian Crisan / Tudor Mircea / Bogdan Daragiu / John Perez |                                                 |
| 2014 | Good Time (feat. Pitbull)                               | John Perez / Barna Némethi                                 | Body And The Sun                                |
| 2014 | Fie ce-o fi (Dara feat. Inna, Antonia & Carla’s Dreams) | Bogdan Daragiu                                             |                                                 |
| 2014 | Fata din rândul trei                                    | Inna                                                       |                                                 |
| 2014 | Diggy Down (feat. Marian Hill)                          | John Perez                                                 | Body And The Sun / Inna                         |
| 2014 | Iarăși e Crăciunul (Kiss FM All Stars)                  | Alex Coteț / Roxana Andrei                                 |                                                 |
| 2014 | Summer in December (Morandi feat. Inna)                 | Michael Mircea                                             | Body And The Sun / Inna                         |
| 2015 | Mai stai (3 Sud Est feat. Inna)                         | Bogdan Daragiu                                             |                                                 |
| 2015 | Diggy Down (Remix) (feat. Yandel & Marian Hill)         | John Perez                                                 |                                                 |
| 2015 | We Wanna (Alexandra Stan & Inna feat. Daddy Yankee)     | Khaled Mokhtar / Dimitri Caceaune / David Gal              | Inna (Turkish Edition)                          |
| 2015 | Bop Bop (feat. Eric Turner)                             | Khaled Mokhtar / Dimitri Caceaune / David Gal              | Body And The Sun / Inna                         |
| 2015 | Te rog (Carla’s Dreams feat. Inna)                      | Roman Burlaca                                              | NGOC                                            |
| 2015 | Yalla                                                   | Barna Némethi                                              | Body And The Sun / Inna                         |
| 2016 | Rendez Vous                                             | Michael Abt / John Perez                                   | Body And The Sun / Inna                         |
| 2016 | Call The Police (G Girls)                               | Roman Burlaca                                              |                                                 |
| 2016 | Heaven                                                  | John Perez / Mokhtar Khaled                                | 10 ans de Hits ! / Nirvana (Deluxe)             |
| 2017 | Gimme Gimme                                             | Edward Aninaru                                             | Nirvana                                         |
| 2017 | Milk & Honey (G Girls)                                  | Ionuț Trandafir                                            |                                                 |
| 2017 | Show Me The Way (Marco & Seba feat. Inna)               | Khaled Mokhtar                                             |                                                 |
| 2017 | Tu şi eu (Carla’s Dreams feat. Inna)                    | Roman Burlaca                                              | Antiexemplu / Nirvana                           |
| 2017 | Ruleta (feat. Erick)                                    | Barna Némethi                                              | Nirvana                                         |
| 2017 | Fade Away (Sam Feldt x Lush & Simon feat. Inna)         | Barna Némethi                                              |                                                 |
| 2017 | Notă de plată (The Motans feat. Inna)                   | Ionut Trandafir                                            | My Gorgeous Drama Queens / Nirvana              |
| 2017 | Nirvana                                                 | Bogdan Păun                                                | Nirvana                                         |
| 2017 | Poveste de Crăciun (Kiss FM All Stars)                  | Roxana Andrei                                              |                                                 |
| 2018 | Me Gusta                                                | Barna Némethi                                              |                                                 |
| 2018 | Pentru că (Inna feat. The Motans)                       | Bogdan Păun                                                |                                                 |
| 2018 | No Help                                                 | Bogdan Păun                                                | Nirvana (Deluxe)                                |
| 2018 | RA                                                      | Bogdan Păun                                                | YO                                              |
| 2018 | Iguana                                                  | Bogdan Păun                                                | YO                                              |
| 2019 | Sin Ti                                                  | Bogdan Păun                                                | YO                                              |
| 2019 | Tu Manera                                               | Bogdan Păun                                                | YO                                              |
| 2019 | Te Vas                                                  | Bogdan Păun                                                | YO                                              |
| 2019 | Fuego                                                   | Bogdan Păun                                                | YO                                              |
| 2019 | Gitana                                                  | Bogdan Păun                                                | YO                                              |
| 2019 | Contigo                                                 | Bogdan Păun                                                | YO                                              |
| 2019 | Sí, Mamá                                                | Bogdan Păun                                                | YO                                              |
| 2019 | Locura                                                  | Bogdan Păun                                                | YO                                              |
| 2019 | La Vida                                                 | Bogdan Păun                                                | YO                                              |
| 2019 | Bebe (Inna x Vinka)                                     | Bogdan Păun                                                |                                                 |
| 2020 | Not My Baby                                             | Bogdan Păun                                                |                                                 |
| 2020 | Sober                                                   | Bogdan Păun                                                |                                                 |
| 2020 | VKTM (Sickotoy x Inna x TAG)                            | Bogdan Păun                                                |                                                 |
| 2020 | Discoteka (Minelli x Inna)                              | Bogdan Păun                                                |                                                 |
| 2020 | Read My Lips (Inna x Farina)                            | Bogdan Păun / Jhon Nael / Jhonatan Abraham                 |                                                 |
| 2020 | A venit Crăciunul (Kiss FM All Stars)                   |                                                            |                                                 |
| 2021 | Flashbacks                                              | Bogdan Păun                                                | Heartbreaker                                    |
| 2021 | Cool Me Down (Gromee x Inna)                            | Maciej Zdrojewski                                          |                                                 |
| 2021 | Maza                                                    | Bogdan Păun                                                | Heartbreaker                                    |
| 2021 | Papa (SICKOTOY x Elvana Gjata x Inna)                   | Bogdan Păun                                                |                                                 |
| 2021 | Aici (Carla’s Dreams x Inna x Irina Rimes x The Motans) | Bogdan Păun                                                |                                                 |
| 2021 | De dragul tău                                           | Kobzzon                                                    |                                                 |
| 2021 | Acasă de Crăciun (Kiss FM All Stars)                    | Roxana Andrei                                              |                                                 |
| 2021 | Up (Inna x Sean Paul)                                   | Bogdan Păun                                                |                                                 |
| 2022 | Lalele                                                  | Dorin Marcu                                                |                                                 |
| 2022 | Tare (The Motans x Inna)                                | Bogdan Păun                                                |                                                 |
| 2022 | Talk (Ilkay Sencan x Inna)                              | Bogdan Păun                                                |                                                 |
| 2022 | Hello Hello (Inna x MELON x Dance Fruits Music)         | Florin Burlacu                                             |                                                 |
| 2022 | Yummy                                                   | Bogdan Păun                                                |                                                 |
| 2023 | Yummy (Inna x Dhurata Dora x Stefflon Don)              | Bogdan Păun                                                |                                                 |
| 2023 | My Crystal Nails                                        | Bogdan Păun                                                |                                                 |
| 2023 | Rock My Body (R3HAB, Inna, Sash!)                       | Jimachez                                                   |                                                 |
| 2023 | Party Songs (Gamuel Soli x Inna)                        |                                                            |                                                 |
| 2023 | Freak (Tujamo x Azteck x Inna)                          | Paul Tatcu / Andrei Tapu / Alex Cotimani                   |                                                 |
| 2023 | Bad Girls (SICKOTOY x Inna x Antonia x Eva Timush)      | Vlad Oancea                                                |                                                 |
| 2023 | Dance Alone (Inna x The Victor)                         | Jimachez                                                   |                                                 |
| 2024 | Cheeky                                                  | Paul Tatcu                                                 | Everything Or Nothing                           |
| 2024 | Stuck In Limbo (Inna x Vinai x jayover)                 | Khaled                                                     |                                                 |
| 2024 | Queen Of My Castle (Kris Kross Amsterdam x Inna)        | Paul Tatcu                                                 |                                                 |
| 2024 | Bilet doar dus                                          |                                                            |                                                 |
| 2025 | Let It Talk To Me (Sean Paul x Inna)                    | Bogdan Păun                                                |                                                 |
| 2025 | Echo (Babasha x Inna)                                   | Bogdan Păun                                                |                                                 |
| 2025 | I'll Be Waiting (Inna x R3HAB)                          | Bogdan Păun                                                |                                                 |

## Auszeichnungen für Musikverkäufe
| Goldene Schallplatte - Dänemark - 2011: für die Single Hot - Griechenland - 2025: für die Single Amazing - Italien - 2010: für die Single Sun Is Up - 2010: für die Single Hot - 2018: für die Single We Wanna - Niederlande - 2011: für die Single Déjà vu - 2024: für die Single Queen of My Castle - Polen - 2011: für das Album I Am the Club Rocker - 2016: für die Single Rendez Vous - 2023: für die Single Cool Me Down - Spanien - 2013: für das Streaming More Than Friends - 2024: für die Single More Than Friends - 2025: für die Single Rock My Body | Platin-Schallplatte - Brasilien - 2022: für die Single It Don’t Matter - Polen - 2022: für die Single Up - 2023: für die Single It Don’t Matter - 2024: für die Single Rock My Body - Spanien - 2009: für die Single Hot - 2014: für das Streaming Cola Song - 2015: für die Single Cola Song 2× Platin-Schallplatte - Schweden - 2012: für die Single Hot 3× Platin-Schallplatte - Norwegen - 2011: für die Single Hot |

Anmerkung: Auszeichnungen in Ländern aus den Charttabellen bzw. Chartboxen sind in ebendiesen zu finden.
| Land/RegionAuszeichnungen für Musikverkäufe (Land/Region, Auszeichnungen, Verkäufe, Quellen) | Silber  | Gold       | Platin       | Verkäufe | Quellen                           |
| -------------------------------------------------------------------------------------------- | ------- | ---------- | ------------ | -------- | --------------------------------- |
| Brasilien (PMB)                                                                              | —       | —          | Platin1      | 80.000   | pro-musicabr.org.br               |
| Dänemark (IFPI)                                                                              | —       | Gold1      | —            | 15.000   | ifpi.dk                           |
| Frankreich (SNEP)                                                                            | —       | Gold1      | 2× Platin2   | 400.000  | infodisc.fr snepmusique.com       |
| Griechenland (IFPI)                                                                          | —       | Gold1      | —            | 10.000   | Einzelnachweise                   |
| Italien (FIMI)                                                                               | —       | 3× Gold3   | —            | 55.000   | fimi.it                           |
| Niederlande (NVPI)                                                                           | —       | 2× Gold2   | —            | 55.000   | nvpi.nl                           |
| Norwegen (IFPI)                                                                              | —       | —          | 3× Platin3   | 30.000   | ifpi.no                           |
| Polen (ZPAV)                                                                                 | —       | 3× Gold3   | 3× Platin3   | 195.000  | olis.pl                           |
| Schweden (IFPI)                                                                              | —       | —          | 2× Platin2   | 80.000   | sverigetopplistan.se              |
| Spanien (Promusicae)                                                                         | —       | 3× Gold3   | 3× Platin3   | 140.000  | elportaldemusica.es promusicae.es |
| Schweiz (IFPI)                                                                               | —       | Gold1      | —            | 15.000   | hitparade.ch                      |
| Vereinigtes Königreich (BPI)                                                                 | Silber1 | Gold1      | —            | 600.000  | bpi.co.uk                         |
| Insgesamt                                                                                    | Silber1 | 16× Gold16 | 14× Platin14 |          |                                   |

## Tourneen
- 2011: Inna en Concert
- 2011: Inna: Live la Arenele Romane
- 2012: I Am the Club Rocker Tour
- 2013: Party Never Ends Tour
- 2014: Be My Lover
- 2015: Kubilay De Ja vú

## Auszeichnungen
European Border Breakers Awards
- 2011: in der Kategorie „Romanian Border Breaker“

MTV Europe Music Awards
- 2009: in der Kategorie „Best Romanian Act“
- 2010: in der Kategorie „Best Romanian Act“
- 2015: in der Kategorie „Best Romanian Act“

MTV Romanian Music Awards
- 2009: in der Kategorie „Best Dance“ (Hot)
- 2009: in der Kategorie „Best New Act“
- 2009: in der Kategorie „Best Show“
- 2009: in der Kategorie „Border Breaker“
- 2010: in der Kategorie „Best Female“
- 2010: in der Kategorie „Best Album“ (Hot)
- 2010: in der Kategorie „Best Website“
- 2010: in der Kategorie „Best International Artist“
- 2010: in der Kategorie „Best Tonight Show“
- 2011: in der Kategorie „Best Female“
- 2011: in der Kategorie „Best Website“
- 2011: in der Kategorie „Most Popular Artist“
- 2012: in der Kategorie „Border Breaker“

Media Music Awards Romania
- 2013: in der Kategorie „Best Zonga“ (P.O.H.U.I.)
- 2015: in der Kategorie „Best Dance“ (Diggy Down)

Romanian Top Hits Awards
- 2009: in der Kategorie „Jury Special Award“

The Artist Awards Romania
- 2019: in der Kategorie „Best Artist“
- 2019: in der Kategorie „Best Album“ (YO)
- 2019: in der Kategorie „Best Video“ (Iguana)
- 2019: in der Kategorie „Biggest Online Community“
- 2019: in der Kategorie „YouTube Artist of the Year“
- 2020: in der Kategorie „Best Video“ (Read My Lips)
- 2021: in der Kategorie „The Artist Award“
- 2021: in der Kategorie „Best Artist on Digital“
- 2022: in der Kategorie „Best Female“

Successful Women Awards
- 2009: in der Kategorie „Female of the Year“
- 2011: in der Kategorie „Female of the Year“